# اسب‌نامه‌های آریایی
قدیمی‌ترین سندی دربارهٔ حیوانات باقی‌مانده، لوحه‌ای است که از هیتی‌ها در کشور میتانی در ناحیه Boḡazköy، آناتولی بدست آمده‌است. کشور میتانی از اواسط هزاره دوم ق. م در بخش شمالی میان‌رودان و قسمت جنوبی فلات ارمنستان و قسمتی از سوریه تأسیس شد. سند بالا را جرج سارتن از هیتی و دیاکونوف، از میتانیها دانسته‌اند. لوحه بغازکوی در سال ۱۳۶۰ (پیش از میلاد) به وسیله شخصی به نام کیکولیش یا کیکوله به خط میخی دربارهٔ تربیت اسبان نگاشته شده‌است. در این سند دوره تربیت شش‌ماهه اسب مرحله به مرحله شرح داده شده‌است. انتخاب اولیه پوشش اسب، کاستن وزن، ورزش تدریجی، انواع چهار نعل و یورتمه، عادت به چریدن، طرز خوراک دادن و مخلوط کردن کاه با غذا شرح داده شده‌است. «بهترین اسب‌ها پس از یک اسب دوانی آزمایشی انتخاب می‌شوند. پس از آن اسبان را در زیر روپوش پشمی می‌تازانند تا عرق کنند و از وزن آنها کاسته شود. پیوسته آنها را در مسافاتی که به تدریج زیادتر می‌شود به حال چهارنعل یا یورتمه می‌دوانند تا به راه رفتن و دویدن عادت کنند. برای خوراک دادن دستورها خاص داده شده که در مواقع معین و به اندازه آب و خوراک به آنها بدهند، همراه خوراک آنها باید کاه خرد شده باشد تا بهتر بتوانند خوراک خود را بجوند».